# Questron
Questron, sottotitolato A Fantasy Adventure Game in copertina, è un videogioco di ruolo fantasy pubblicato nel 1984 per Apple II, Atari 8-bit e Commodore 64 dalla Strategic Simulations (SSI). Fu il primo gioco di questo genere prodotto dalla SSI, storicamente specializzata in videogiochi strategici. È simile ai classici della serie Ultima, infatti struttura del gioco e stile sono utilizzati con licenza ufficiale di Richard Garriott, autore di Ultima. Il gioco era già stato sviluppato senza coinvolgere la Origin Systems di Garriott, che si lamentò del plagio, ma la SSI era ormai prossima a pubblicarlo e non poteva tirarsi indietro, per cui si giunse a un accordo extragiudiziale sulla licenza.
Il buon successo di Questron fu importante per la SSI, che fu incoraggiata a continuare a produrre altri giochi di ruolo, tra i quali titoli notevoli come Phantasie e Wizard's Crown. Nel 1988 uscì il seguito Questron II. Anche Legacy of the Ancients del 1987, di un diverso editore, ha molte somiglianze con Questron; i due titoli hanno in comune uno dei designer, Charles Dougherty.

## Trama
Il gioco si svolge nel regno di Questron, attualmente minacciato dallo stregone malvagio Mantor e invaso da creature mostruose che vagano per la campagna. Il protagonista è un umile servo che, incoraggiato dalla leggenda secondo cui qualcuno come lui salverà il regno, si avventura da solo e con scarso equipaggiamento alla ricerca di Mantor. Il gioco inizia nei pressi della cittadina di Geraldtown e il protagonista deve anzitutto esplorare le terre, rafforzarsi e arricchirsi. Quando si è dimostrato abbastanza valoroso, viene convocato dal mago di corte Mesron, che dev'essere trovato all'interno del castello del re, anche a costo di affrontare alcune delle guardie. Dopo l'incontro con Mesron, si deve attraversare in nave l'oceano fino a un'altra isola. Qui tra l'altro ci si deve avventurare in tre dungeon, per avere modo infine di essere teletrasportati nella tana di Mantor, che va trovato e ucciso con metodi magici.

## Modalità di gioco
Il giocatore controlla un personaggio fisso, definito da cinque caratteristiche (forza, resistenza, agilità, intelligenza, carisma) che hanno sempre il valore iniziale di 15. Il mondo di gioco è rappresentato da una mappa suddivisa in caselle, con differenti tipi di terreno, che mostra solo i dintorni del personaggio, con scorrimento in tutte le direzioni. Il giocatore può muovere la piccola sagoma del personaggio in orizzontale o verticale, oppure dare vari tipi di comandi, elencati sulla sinistra dello schermo, tramite i tasti delle lettere iniziali. L'azione è a turni, tuttavia i turni passano automaticamente dopo un po' di tempo. In basso compaiono i vari messaggi di testo; il programma è soltanto in inglese.
Nella campagna si possono incontrare oltre 100 tipi di creature, improvvisamente o venendo avvisati del loro avvicinamento; quando effettivamente incontrate, appare la loro semplice sagoma sulla mappa. In caso di combattimento il risultato di ogni attacco è calcolato dal computer, oppure si può tentare di allontanarsi. Il personaggio ha una quantità di punti ferita e cibo, entrambi letali in caso di esaurimento, e di oro per le spese. In caso di morte, Mesron lo resuscita in un altro punto della mappa, un po' più debole.
Sulla mappa si trovano vari insediamenti e cattedrali. Entrando nella relativa casella si passa alla mappa dell'interno, dove si agisce come all'esterno, ma molti interni sono mostrati per intero, con caselle e personaggi più piccoli. In questi luoghi generalmente è possibile parlare con personaggi, commerciare equipaggiamento, tentare furti. Per guadagnare oro possono essere disponibili giochi d'azzardo: blackjack, roulette, o un gioco chiamato "doppio o niente". Tra gli equipaggiamenti ci sono anche cavalcature per il movimento e acquasanta per recuperare punti ferita. Nelle cattedrali si può trovare la possibilità di aumentare l'agilità del personaggio con un piccolo gioco d'azione, una specie di tiro al piattello, e l'intelligenza con un rompicapo simile a Mastermind.
Solo quando si entra nei dungeon sulla seconda isola, la visuale anziché a mappa diventa in prima persona tridimensionale. L'immagine è statica e monocromatica e mostra le pareti rocciose ed eventuali creature da vicino.
C'è l'opzione per il salvataggio della partita, ma non dentro i dungeon.